# Zaireeka
Zaireeka é o oitavo álbum de estúdio da banda The Flaming Lips, foi lançado em 1997.
Combinando as palavras Zaire e Eureka, "Zaireeka" é um termo cunhado por Wayne Coyne lide da banda, simbolizando a fusão da anarquia e do gênio. Zaireeka é um dos trabalhos mais curiosos do Flaming Lips. O álbum é dividido em 4 discos idênticos, com as mesmas faixas, porém com arranjos e orquestrações diferentes, que podem ser executados em até 4 CD players simultaneamente, de forma que o ouvinte pode escolher uma determinada combinação de discos: 2, 3 ou os 4 tocando ao mesmo tempo.
| Críticas profissionais                                                      | Críticas profissionais |
| Avaliações da crítica                                                       | Avaliações da crítica  |
| Fonte                                                                       | Avaliação              |
| --------------------------------------------------------------------------- | ---------------------- |
| Allmusic                                                                    | [ 2 ]                  |
| Esta tabela precisa de ser acompanhada por texto em prosa. Consulte o guia. |                        |

## Faixas
1. "Okay I'll Admit That I Really Don't Understand" - 2:51
2. "Riding to Work in the Year 2025 (Your Invisible Now)" - 7:03
3. "Thirty-Five Thousand Feet of Despair" - 4:59
4. "A Machine in India" - 10:23
5. "The Train Runs over the Camel but Is Derailed by the Gnat" - 6:14
6. "How Will We Know? (Futuristic Crashendos)" - 2:23
7. "March of the Rotten Vegetables" - 6:28
8. "The Big Ol' Bug Is the New Baby Now" - 5:05